# سجلماسة
 سِجِلْماسَةُ مدينة تاريخية كانت تقع وسط واحة كبيرة جنوب الأطلس الكبير، مقابلة لمدينة الريصاني في تافيلالت الحالية، واليوم تعتبر المدينة موقعا أثريا يضم الآثار والخرب والأطلال، وتقع في المملكة المغربية .
و تاريخيا فإن سجلماسة هي ثاني مدينة إسلامية تشيد بالمغرب الإسلامي بعد مدينة القيروان وهي عاصمة أول دولة في المغرب الكبير تكون مستقلة عن الخلافة بالمشرق وهي إمارة بني مدرار الخارجية الصفرية (خوارج مكناسة الصفرية). تذهب بعض المصادر التاريخية أن سجلماسة بنيت سنة 140 هـ/757م في قلب واحة خصبة كانت عبارة عن مراعي يؤمها عدد من الرحل لتبادل منتوجاتهم في إطار موسم تجاري سنوي، وهو موقع استراتيجي بالنسبة لمختلف مناطق شمال أفريقيا وبلاد السودان الغربي من جهة والمشرق الإسلامي من جهة ثانية، وقد ساعدها ذلك الموقع على لعب دور ريادي ولمدة طويلة في تجارة القوافل وتنظيم شبكتها، الشيء الذي جعل اسم سجلماسة يرتبط في الكتابات العربية بتجارة الذهب.
ونتيجة لذلك ازدهرت سجلماسة في مختلف نواحي الحياة، فمن الناحية السياسية بسطت سجلماسة نفوذها على عدة مناطق من بينها درعة، أغمات، أحواز فاس، قبل أن تصبح إقليماً متميزاً تابعاً لإمبراطوريات وممالك المغرب الكبير المتلاحقة، وفي المجال الاقتصادي فقد انتعشت الفلاحة بفضل نظام متطور للري وتطورت الصناعات بشكل ملحوظ ومن أهمها صناعة الفخار وازدهرت التجارة والتبادلات والقوافل التجارية ومن أهمها تجارة الذهب. في الميدان الاجتماعي ظلت سجلماسة تستقطب السكان الحضريين ليتحولوا بشكل تدريجي إلى سكان مدنيين دون التخلي عن الزراعة ولكن بإضافة العديد من الحرف والصناعات إلى حياة السكان وبالتالي فان سجلماسة كانت تحتوي على خليط عرقي متنوع قلما نرى مثله في تلك الحقبة من الزمن.

## تاريخ سجلماسة

### البدايات والحكم الأفريقي لسجلماسة

سجلماسة — في عصر الدولة المرابطية

رغم أن الزعيم الروحي والقائد السياسي والعسكري لخوارج مكناسة الصفرية وأول من وضع أساسات الدولة في سجلماسة هو أبو القاسم سمكو بن واسول المدراري الصفري، ولكن أول حكام سجلماسة كان عيسى بن يزيد الأسود، ومن الأسباب التي يذكرها المؤرخون لتعليل مثل هذا الفعل:
- محاولة تَجَنُّبَ الصراع بين مختلف الفصائل المكناسية والتي أبدت رغبتها في السلطة.
- ترسيخ مبدأ المساواة بين كل المسلمين وأحقية كل واحد منهم ليكون حاكماً مهما كان جنسه أو لونه.
- الكثافة السكانية العالية للعنصر الأفريقي بسجلماسة في ذلك الوقت، خاصة إذا علمنا أن معظم قبائل مكناسة لم تستقر بعد بالمنطقة خلال هذه الفترة التأسيسية.
- جذب وتشجيع تجارة القوافل مع أفريقيا جنوب الصحراء.

وعلى أي حال فإن عيسى بن يزيد الأسود بويع من قبل كل سكان سجلماسة وحكم عليها مدة 15 سنة من 757 إلى 772م، قام خلالها بعدة إنجازات منها تنظيم قنوات الري، تشييد الحدائق والبساتين، توطين قبائل الرحل.
و مع وصول المزيد من القبائل المكناسية واستقرارها في سجلماسة وميل ميزان القوة لها فإنها لم تر أنه من اللائق أن يحكمها زنجي فقتلت عيسى بن يزيد الأسود سنة 772م وبايعت الزعيم الروحي لهذه القبائل أبو القاسم سمكو.

### سجلماسة تحت حكمالدولة المرابطية

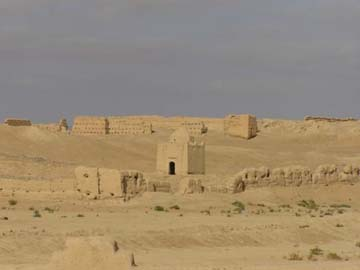
آثار الريساني

ضمن مشروعها الوحدوي لتوحيد الغرب الإسلامي، حاولت الدعوة المرابطية منذ البداية التحكم بأهم المراكز التجارية حتى تتمكن من قوة مادية ثابتة تستطيع بواسطتها تحمل نفقات تحركاتها العسكرية. وكانت سجلماسة من بين المراكز الأولى التي طبقت عليها هذه الخطة الاستراتيجية. وقد عرفت المدينة مع السيطرة المرابطية نمواً كبيراً ارتبط أساساً بتجارة القوافل التي كان المرابطون يتحكمون في مختلف محطاتها وطرقها، مما نتج عنه استتباب الأمن وتنشيط الحركة، مما جعل من سجلماسة شبه عاصمة إقليمية ذات دور حاسم في بناء دولة مرابطية مترامية الأطراف بل وشكلت جزءاً حساساً من شبكة الاقتصاد المالي للدولة خصوصاً بعد سيطرتها المباشرة على أهم مراكز جنوب الصحراء مثل تمبكتو وأوداغست. ومنذ استيلائهم على سجلماسة سنة 450 هـ/ 1045م ولمدة 30 سنة والمرابطون يضربون نقودهم بسجلماسة فقط وتحت اسم أبو بكر وحده، ثم أخذت بعد وفاته تسك بمراكش، أغمات، فاس، تلمسان، الأندلس وطبعاً بسجلماسة. فمن بين 77 عملة مرابطية الموجودة بالمكتبة الوطنية بباريس ينتمي حوالي نصفها أي 31 ديناراً إلى دار السكّة السجلماسية.

### سجلماسة تحت حكمالدولة الموحّدية
بفضل دورها الاقتصادي وبفضل مواردها المادية الضرورية للخزينة المركزية، يمكن القول أن الموحدين كذلك وضعوا سجلماسة كهدف أول في مخططهم السياسي ما بين 1139 و1145م وقبل أن يتمكنوا من السيطرة على العاصمة المرابطية نفسها، لذلك اتبعوا نفس السياسة المرابطية في احتلالهم لسجلماسة باعتبارها مفتاح التحكم في طرق التجارة الصحراوية، إلا أن سجلماسة بدأت في ذلك الوقت تفقد ثقلها التجاري تدريجيا لصالح مدن المغرب الأوسط وخاصة تلمسان وبجاية والتي حظيت بالأولوية من طرف عبد المؤمن بن علي وخلفائه من بعده فضلاً عن انشغالهم في إخماد الثورات وخاصة بالأندلس، مما جعل سجلماسة تقع فريسة أطماع حكامها أو بعض الثوار الذين يريدون الانفراد بمواردها.

### سجلماسة تحت حكمالدولة المرينية
في عهد المرينيين (1255-1393م) ظلت سجلماسة من كبريات مدن المغرب ولكنها لم تعد تلعب ذلك الدور التجاري الهام، بل إن هذا الدور تقلص بشكل كبير نتيجة عدة عوامل من أهمها بداية تحول الطرق التجارية نحو المحيط الأطلسي، سيطرة قبائل بني معقل على أهم المحاور والمراكز القوافلية وأيضاً إعطاء الأسبقية من طرف الدولة المرينية للطريق الغربي درعة – نول لمطة، فضلاً عن انشغال حكام بني مرين في مواجهة المشاكل السياسية والعسكرية الناتجة عن الزحف المسيحي نحو الأندلس وعن الصراعات الداخلية المختلفة والكثيرة. وكان لهذه العوامل وغيرها مثل الضرائب الثقيلة المتنوعة والصراعات القبلية، أن تعرضت مدينة سجلماسة للتدهور والاندثار مع نهاية الدولة المرينية وبالضبط حوالي 1393 م، وبذلك غابت عن الساحة التاريخية والسياسية والاقتصادية والاجتماعية وبل وغابت أيضا عن الكتابات التاريخية اللاحقة بشكل شبه تام. هذا وقد زارها الرحالة الأمازيغي المشهور ابن بطوطة في النصف الثاني من حكم الدولة المرينية لسجلماسة وتحديدا في خريف عام 1351م قادما من فاس.

## سجلماسة اجتماعيا
العناصر السكانية بسجلماسة

### الأمازيغ
وهم من السكان الأصليين بالمنطقة ويتكونون من المجموعات الثلاث التالية:

#### زناتة
وتشمل قبائل مكناسة التي يرجع إليها الفضل في تأسيس سجلماسة وفي خلق أول نواة للاستقرار بالمنطقة بل واستطاعت أن تكون إمارة سياسية لمدة قرنين من الزمان (الدويلة المدرارية 772-976م)، ثم قبائل مغراوة والتي تحكمت في سجلماسة ابتداءً من سنة 976م وإلى غاية دخول المرابطين للمدينة بصفة نهائية عام 1054م. وأخيراً نجد قبائل بني مرين التي استقرت بالمنطقة منذ بداية القرن 13 م.

#### صنهاجة
وتمل العنصر الأكبر كثافة بالمنطقة وعرف معظمها الاستقرار مع سيطرة المرابطين على سجلماسة بزعامة أبي بكر بن عمر اللمتوني ويوسف بن تاشفين سنة 1054م.

#### مصمودة
استقرت في الغالب مع تحكم الموحدين على سجلماسة ما بين سنة 1139 و1145م وكانت القبائل المصمودية بالرغم من قلة عدد أفرادها تبسط نفوذها على دواليب التجارة والجيش والقضاء والإدارة.

### العرب
ترجع بداية استقرار الفئة الأولى منهم إلى عهد الفتوحات الإسلامية خلال النصف الثاني من القرن السابع الميلادي وهي الفئة التي يعود إليها الفضل في نشر تعاليم الدين الإسلامي بالمنطقة وإن اتخذ مع ظهور إمارة سجلماسة الطابع الخارجي الصفري. أما الفئة الثانية فتتمثل في قبائل بني هلال وبني معقل والتي كانت في أول الأمر تعيش على نمط الترحال قبل أن تستقر بالمنطقة وتتكيف مع الحياة العامة المحلية. الفئة الثالثة هي الشرفاء والذين لم يظهروا بالمنطقة حسب أغلب المصادر التاريخية إلا خلال النصف الثاني من القرن 13 م عندما وصل إلى سجلماسة المولى الحسن الداخل جد الأسرة العلوية سنة 1265م فاستقر بالمدينة وخلف بها ذريته التي استطاعت توحيد المغرب الكبير تحت رايتها ابتداءً من النصف الثاني من القرن 17 م.

### الأندلسيون
وقد استوطنوا سجلماسة منذ نشأتها بل ان هناك من المصادر التاريخية ما يؤكد أنهم ساهموا في تشييد هذه المدينة. إلا أن عددهم لم يكن كبيرا سوى عقب فشل ثورة الربض بقرطبة سنة 818م، حيث استقبلت سجلماسة أفواجاً من الفارين وكان من بينهم الحرفيون، التجار والعلماء والذين لا شك قد لعبوا دوراً هاماً في الأحداث التي عرفتها المدينة من تطوّر أو تدهور.

### الأفارقة
يرجع أصلهم إلى أفريقيا ما جنوب الصحراء وقد قدموا إلى المنطقة عن طريق تجارة القوافل. وربما لعبت كثافة هذا العنصر عند بداية بناء سجلماسة الدور الحاسم في تعيين أحد أفرادها وهو عيسى بن يزيد الأسود كأول حاكم للمدينة ما بين 757 و772م.

### أهل الذمة
وقد ساهم هذا العنصر بشكل جلي في التطور الاقتصادي للمنطقة وخاصة في التجارة وسك العملة والنسيج والصناعة الجلدية، ولكن يبقى تاريخ استقرارهم مجهولاً. فبعض الروايات التاريخية تقول إنهم أتوا من المشرق خلال عهود قديمة قبل الإسلام وبعضها الأخر لا يستبعد أن يكون مجيئهم من شبه الجزيرة الأيبيرية خلال القرنين 14 م و15 م.

### الحراثون
وهم فئة ملونة تميل بشرتها إلى السواد، أصلها غير معروف بدقة وربما تكون بقايا الأجناس البشرية الأفريقية القديمة من الجيتول أو النوميديين أو الأثيوبيين، وعلى كل حال فهذا العنصر شكل عصب الحياة الاقتصادية السجلماسية واشتغل بشكل أساسي في الفلاحة وربما اشتق اسمهم من طبيعة عملهم.

## سجلماسة اقتصاديا وتجاريا

### التواصل التجاري مع المناطق الأخرى:

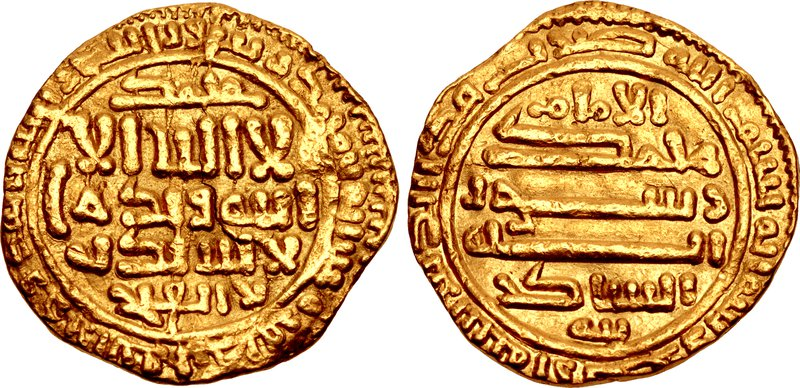
عملة محمد بن فتح المدراري

بفضل موقعها الاستراتيجي فقد باتت سجلماسة أشبه بحلقة وصل بين مختلف أجزاء شمال أفريقيا ومناطق جنوب الصحراء والمشرق الإسلامي كما تنص على ذلك العديد من المصادر التاريخية، يقول ابن حوقل في هذا الصدد:
| سجلماسة | كانت القوافل تجتاز المغرب إلى سجلماسة وسكنها أهل العراق وتجار البصرة والكوفة والبغداديون... فهم وأولادهم وتجارهم دائرة ومفردتهم دائمة وقوافلهم غير منقطعة إلى أرباح عظيمة وفوائد جسيمة ونعم سابغة قلما يدانيها التجار في بلاد الإسلام سعة حال | سجلماسة |

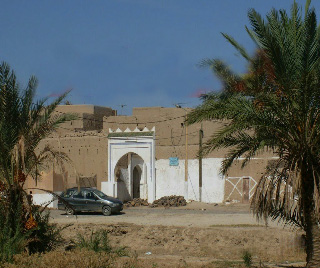
قصرالسوق الرشيدية

. وقد سافر تجّار سجلماسة بشكل منتظم وسافروا إلى بلاد السودان وإلى بلاد الكنانة (مصر حاليا) عن طريق الصحراء. وقد استفاد السجلماسيون من ذلك فأصبحوا من كبار التجار وجمعوا ثرورة هائلة وفي هذا يؤكد ابن فضل الله العمري:
| سجلماسة | إن السجلماسيين كانوا أغنياء ويتاجرون مع بلاد السودان، فهم يصدرون إلى هاته البلاد الملح والنحاس ويستوردون منها بالمقابل الذهب | سجلماسة |

ورغم أن قبائل خوارج بني مدرار ما فتئوا في صراع مع باقي الإمارات الخارجية الممتدة من بلاد تامسنا غرباً إلى مشارف برقة شرقاً ومروراً بإباضية تاهرت، إلا أن ذلك لم يمنعها من ربط علاقات تجارية ونفعية مع هذه الكيانات لفترات طويلة.
و لقد كانت القافلة الوسيلة الأفضل المعتمدة في التجارة عبر الصحراء الكبرى وكانت تتشكل هذه القافلة من الرئيس أو القائد العارف بخبايا الطرق والمحطات بشكل خاص ومرشدين يجيدون اللغة العربية وبعض اللغات الأفريقية بطبيعة الحال ويتقنون أيضاً أسرار النجوم والفلك حتى يهتدوا بها إذا ما ضل بهم الطريق. ويرافق القافلة كذلك بعض التجار أو وسطاؤهم، وبعض العلماء والفقهاء وكذلك الخدم هذا فضلاً عن العشرات من حيوانات النقل وخاصة الجمال.
ومن أهم الطرق التجارية المستعملة في تلك الفترة (كان يقاس الطريق في ذلك الوقت بالمرحلة ويُعتمد في ذلك على عدد الآبار بشكل أساسي):
1. سجلماسة – تاغزة: 20 مرحلة.
2. سجلماسة – أودغشت (أوداغست): 51 مرحلة.
3. سجلماسة – أوليل: 60 مرحلة.
4. سجلماسة – غانة/كاو: 61 مرحلة.
5. سجلماسة – بلاد التكرور: 90 مرحلة.

وكانت تشتمل صادرات سجلماسة على المواد الغذائية الرئيسية من قمح وتمر وعنب وملح، والمواد المصنعة من نسيج وحلي وفخار وجلد ومواد خشبية، ومواد التجميل والتوابل من حناء وكحول وكمون وقرنفل، ومواد علمية من كتب ومخطوطات. أما الواردات فهي متنوعة ومن أهمها ذهب غانا، جلد اللمط وريش النعام من أودغشت، حرير المشرق والفخار الأندلسي، وغير ذلك.
ومن الأمثلة على مكانة سجلماسة التجارية في ذلك الوقت أن أمويي الأندلس كانوا يقبلون على منتوجات المغرب خاصة ذهب الصحراء عن طريق سبتة وفاس وسجلماسة حتى أن الدنانير الذهبية الأندلسية كانت تضرب باسم الأمويين في مدن مثل نكور وفاس وسجلماسة وقد اكتشفت مجموعة مهمة من هذه الدنانير الأموية والتي يعود تاريخ سكها إلى نهاية القرن 4 هـ/ نهاية القرن 9 م وبداية القرن 10 م بمدينة العقبة بالأردن في أبريل من سنة 1992م وكان من بينها 29 مسكوكة من أصل 32 ضرب بسجلماسة، ولإن رواج نقود سجلماسة في العقبة ليوضح لنا مكانتها التجارية حتى بين الأصقاع البعيدة نسبيا عنها.
وكذلك فإن فإن نصف مبالغ جبايات الفاطميين (أي حوالي 400 ألف دينار) كان يُتوصّل إليه عن طريق سجلماسة.
ومع حلول القرنين الثالث والرابع الهجري زاد الصراع بين القوى الرئيسية في المغرب العربي للسيطرة على الطرق البرية شمال الصحراء الغربية وكما هو متوقع فقد أضحت سجلماسة، بالإضافة إلى مدن وممالك أخرى مثل غدامس، ركلة، أوداغست، تاهرت وغيرها مسرحا لمثل هذه الصراعات.

## سجلماسة حضاريا وثقافيا
استقطبت سجلماسة العديد من العلماء ورجال الدين والأدب فضلاً عن التجار وأصحاب الأموال، فكانت بحق إحدى الركائز الأساسية في بناء الحضارة المغربية.
وإذا كانت سجلماسة قد حاولت أن تنوع من علاقاتها الثقافية سواء مع المشرق العربي أو مع المراكز الحضرية المطلة على البحر الأبيض المتوسط، إلا أنه ورغم ذلك ظلت صلاتها بالممالك الأفريقية الواقعة جنوب الصحراء متميزة ووثيقة بشكل أكبر، إذ رغم صعوبة مسالك الصحراء الكبرى فإنها لم تكن أبداً حاجزاً كما قد يتصور البعض. إذ نشطت حركة القوافل التجارية من جهة وتسيير رحلات العلماء والفقهاء قصد نشر الإسلام بين الشعوب الأفريقية وتفقيهها بتعاليمه السمحة من جهة أخرى.
ولقد كشفت الكتابات التاريخية والتحريات الأثرية عن وجود صلات قوية فعلاً بين سجلماسة ومدن جنوب الصحراء، حيث كانت الأولى تمدها بما تحتاج إليه من منتوجات متنوعة، خاصة المواد الغذائية والفخار والألبسة المختلفة. فقد لفت نظر الجغرافيين العرب القدامى أن طابع العري شبه التام كان هو الغالب على سكان بلاد السودان، لكن مع انتشار الإسلام وتأثر السكان المحليين بالنمط المعيشي العربي بدأ تدريجياً تعميم ارتداء الأقمشة، بل ودخلت زراعة القطن إلى أودغشت من سجلماسة، بحيث تحولت إلى مركز هام لإنتاج النسيج مع منتصف القرن 11 م.
من مظاهر هذا التأثير الثقافي المغاربي على سكان بلاد السودان اعتماد نظام غذائي جديد يرتكز على المواد الفلاحية المستوردة من القمح والذرة والتمر والعنب وتبين ولحوم حمراء وغيرها والتي لم تكن معروفة قبل دخول الإسلام إلى هذه المناطق مما يزكي احتكاك أهل السودان بالعرب والمسلمين المقيمين هناك وعلى رأسهم قاطنوا سجلماسة وتجّارها.
ومن أبرز مظاهر هذا التأثير أيضاً اعتماد بلاد السودان لأنماط تخطيط المدينة العربية الإسلامية بأسوارها، بمساجدها، بأسواقها وبدورها وشوارعها، وكذلك من حيث اتباع طرق البناء سواء بالطين أو بالحجارة. ويرجع الفضل الأكبر في ذلك إلى التجار والعلماء المغاربة الذين استقروا بحواضر بلاد السودان، حيث شيدوا منازل لا تختلف في شيء عن منازل فاس ومراكش وسجلماسة. فالأبحاث الأُثرية التي أجريت بموقع أودغشت أبرزت مدى التشابه الكبير جدا بين الطرز المعمارية في المدينتين.

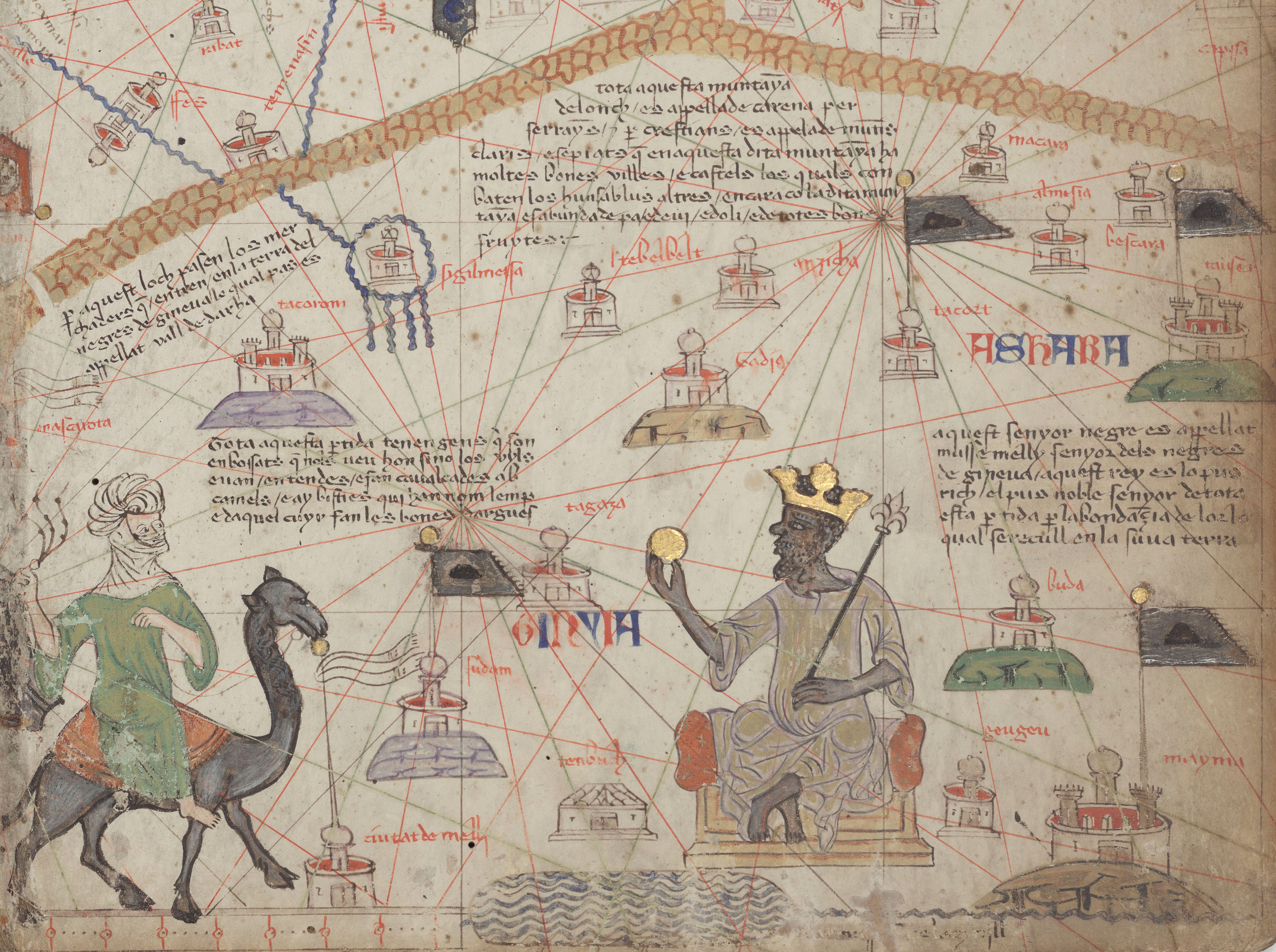
مانسا موسى

ويذكر لنا التاريخ أن أحد أعظم ملوك إمبراطورية مالي وهو مانسا موسى (بداية القرن 4 م) أحضر من المغرب أحد العارفين بالهندسة المعمارية ويدعى إبراهيم محمد الأنصاري الساحلي المعروف بالطوينجي قصد بناء دار الإمارة. يقول ابن خلدون:
| سجلماسة | أطرف إبراهيم الطوينجي السلطان منسى موسى (مانسا موسى) ببناء قبة مربعة الشكل استفرغ فيها إجادته، وأضفى عليها من الكلس ووالى عليها بالأصباغ المشبعة فجاءت من أتقن المباني ووقعت من السلطان منسى موسى موقع الاستغراب، حيث وصله العاهل بمبالغ سنية من المال | سجلماسة |

وعلاوة على ذلك فهنالك الكثير من العادات الإسلامية التي ترسخت في المجتمع السوداني نتيجة احتكاكهم بسكان مناطق شمال أفريقيا وخصوصا سجلماسة والمراكز التجارية الأخرى وفي هذا يذكر ابن بطوطة في رحلته:
| سجلماسة | فمن أفعال (السودان) الحسنة قلة الظلم... ومنها شمول الأمن في بلادهم... ومنها عدم تعرضهم لمال من يموت ببلادهم من البيضان (الأجانب)... ومنها مواظبتهم للصلوات والتزامهم لها في الجماعات وضربهم أولادهم عليها... ومنها لباسهم الثياب البيض الحسان يوم الجمعة... ومنها عنايتهم بحفظ القرآن العظيم... | سجلماسة |

وكان يقيم ببلاد السودان العديد من التجار والفقهاء والعلماء المغاربة الذين كانوا يحظون برعاية خاصة من طرف الملوك السودانيين. ويذكر ابن بطوطة الكثير منهم في رحلته ومن بينهم والذين ينحدر أصلهم من سجلماسة: الفقيه محمد الفيلالي، إمام مسجد البيضان بمدينة كوكو على نهر السنغال، والحاج محمد بن سعيد السجلماسي أحد كبار التجار وممثل السلطان أبو عنان المريني.

## أهم البعثات العلمية والدراسات الأركيولوجية والتنقيب في سجلماسة
البعثة الإيطالية: نظمت مؤسسة Ludwig Keimer تحت إشراف Boris de Rachewiltz بعثتين إلى تافيلالت الأولى أثرية من 19 مايو إلى 3 يوليو 1971 والثانية إثنولوجية من 28 مارس إلى 7 مايو 1972. برمجت الحفريات بشمال موقع سجلماسة، حيث تم اكتشاف قنوات للري، بقايا أسوار، نافورة، مستحثات نباتية، عظام بشرية، لقى زجاجية وخزفية وبعض المجوهرات.
البعثة المغربية: في سنة 1974 قام المفتش المعماري بمكناس محمد بنشمسي بحفريات قرب المسجد، حيث تم ربط أسوار المسجد المبنية من الطين بالحقبة العلوية (القرن 17 م).
أبحاث مركز الدراسات والبحوث العلوية بين سنتي 1991 و1992: تحت إشراف مديره لحسن تاوشيخت، وتركز البحث على الكشف والتنقيب عن السور الغربي للمدينة وعن مصانع الفخار السجلماسي.
البعثة المغربية الأمريكية: بدأت البعثة أعمالها برئاسة الباحث الأمريكي A. Messier Ronald في يونيو 1988 بتوقيع اتفاقية تعاون وشراكة بين المعهد الوطني لعلوم الآثار والتراث وجامعة ولاية ميدل تينيسي الأمريكية. وإلى حدود 1997 قامت البعثة بخمسة مواسم حددت أعمال الأولى منها في رسم خريطة مدققة للجزء الأساسي أو للمجال المركزي للمدينة الوسيطية «سجلماسة».
د. لحسن تاوشيخت (أستاذ باحث، المكتبة الوطنية للمملكة المغربية/ الرباط - المغرب)

## أهم المراجع
- سجلماسة كمحطة للتواصل الحضاري بين ضفتي الصحراء، لحسن تاوشيخت، ندوة التواصل الثقافي والاجتماعي بين الأقطار الإفريقية على جانبي الصحراء، 1998.
- ابن حوقل: صورة الأرض، بيروت، منشورات دار مكتبة الحياة، 1979.
- ابن فضل الله العمري: مسالك الأبصار في ممالك الأمصار، باريس، المطبعة الشرقية، 1927.
- هاشم العيو القاسمي: مجتمع المغرب الأقصى حتى منتصف القرن 4 هـ/ منتصف 11 م، المحمدية، مطبعة فضالة، 1995، الجزء 1.
- دانييل أوستاش: «تاريخ النقود العربية»، البحث العلمي، عدد مزدوج 14-15، يناير – 1969.
- Mohamed El-Mellouki: contribution a Petude de l'histoire des villes medievales marocaines: Sigilmassa des origins a 668H/1269J.C, These du 3 cycle, Aix-en-Provence، 1985.
- Maurice DELAFOSSE: "Les relations du Maroc du Soudan a travers les ages", in Hesperis, 1955.
- عبد الهادي التازي: «المغرب في خدمة التقارب الأفريقي العربي»، العلاقة بين الثقافة العربية والثقافات الأفريقية، تونس، المنظمة العربية للتربية والثقافة والعلوم.
- Abdoulaye Elimane KANE: influences culturelles dans les rapports Maroc، Rabat، publ. instit. Des Etudes Africaines, 1922.
- Mohamed HAJJI: "texte sahraoui nouveau traitant des relations culturelles entre le Maroc et les pays de Takrour aux XVII et XVIII siecles", in Actes du IV eme Colloque Euro-Africain sur I'Histoire du Sahara et des relations transsahariennes entre le Maghreb et I'Ouest Africain du Moyen-Age a la fin de l'epoque coloniale, Bergamo (Italie), 1986
- رحلة ابن بطوطة (تحفة النظار في غرائب الأمصار). شرح وتوثيق طلال جرب. بيروت، دار الكتب العلمية.
- للدكتور/ صبحى عبد المجيد إدريس بعنوان:"تاريخ مدينة سجلماسة في العصر الإسلامي منذ إنشائها حتى استيلاء المرينيين عليها